# Byron Erickson
Byron Erickson, född i Tucson i Arizona den 3 februari 1951, är en författare och redaktör av Kalle Anka- och Musse Pigg-serier.